# جون فريدريك شليغل
جون فريدريك شليغل (بالدنماركية: Johan Frederik Schlegel) هو سياسي دنماركي، ولد في 22 يناير 1817 في كوبنهاغن في الدنمارك، وتوفي بنفس المكان في 8 يونيو 1896. انتخب List of governors of the Danish West Indies ‏.